# Lindy Booth
Lindy Booth (Oakville, 2 april 1979) is een Canadese actrice. Ze is het meest bekend van haar werk in de serie van Disney Channel genaamd The Famous Jett Jackson en van Relic Hunter. Ze speelde een grote rol in de serie van televisiezender NBC, The Philanthropist.
Booth speelt vooral gastrollen in diverse televisieseries. Zo speelde ze in 2002 in twee afleveringen van de serie A Nero Wolfe Mystery en een terugkerende rol in het tweede seizoen van de serie The 4400 (van USA Network). Ze speelde in succesvolle films als Cry Wolf (2005), Dawn of the Dead (2004) en Wrong Turn. Ook maakte ze zichzelf bekend in grote series als CSI: New York en Ghost Whisperer.
Booth groeide op in Oakville en studeerde af aan de T. A. Blakelock High School in 1998, waarna ze haar filmcarrière begon.